# Victorino Márquez Bustillos

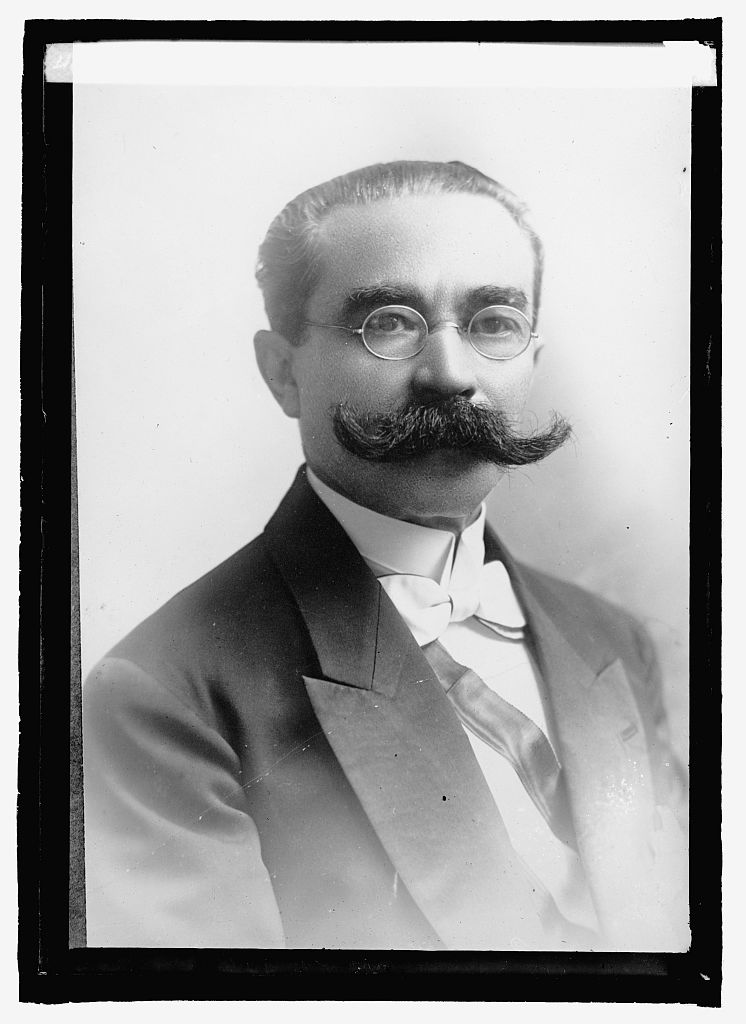
Victorino Márquez Bustillos

Victorino Márquez Bustillos  (n.1858 în Guanare, Portuguesa, Venezuela - d.1941 în Venezuela) a fost un avocat și om politic, președintele interimar Venezuelei în perioada 19 aprilie 1914-24 iunie 1922. Președintele ales, gen. Juan Vicente Gomez, nu a acceptat să-și exercite funcțiile și astfel Bustillos a activat ca președinte interimar.